# Cases de Paredes
Les cases de Paredes de la Corunya són unes singulars construccions realitzades a partir de l'any 1778, dins de l'estil neoclàssic que diversos enginyers militars de diverses procedències estaven duent a terme en el nord de Galícia, sobretot a la ciutat de Ferrol. Deuen el seu nom al capità general García de Paredes, gran promotor del projecte.

## Descripció
El principal objectiu del pla de construcció, que no va arribar a realitzar-se íntegrament, era embellir la vista de la ciutat des del mar. Va ser un dels projectes més singulars duts a terme a la ciutat de la Corunya durant el període de la Il·lustració. Van ser molts els arquitectes, enginyers, paletes i picapedrers que van participar en el projecte. Pedro Martín Cermeño, nascut a Melilla i conegut per projectar la catedral Nova de Lleida i l'església de Sant Miquel del Port al barri barceloní de la Barceloneta, va ser qui va dissenyar-ne tota la façana.
Les construccions mostren una concepció il·lustrada, vinculada a l'arquitectura francesa del moment, concretament a la portuària. Sobre els baixos porticats, en el primer pis destaquen les balconades corregudes, en les quals s'obren finestres decorades amb motius triangulars. En el segon pis, es repeteixen les mateixes files de finestres, en aquest cas només amb unes motllures com a decorat. Es tracta de façanes molt acadèmiques, en les quals destaquen els pòrtics, les balconades i la coberta.
Va ser un dels primers experiments urbanístics moderns de la ciutat de la Corunya i de Galícia en general, i buscava, sota els ideals il·lustrats, dotar de salubritat el barri d'A Peixería, a més de renovar l'aspecte de la ciutat, que començava a guanyar més importància a nivell comercial.